# ミハイル・プロホロフ
ミハイル・ドミートリエヴィチ・プロホロフ（ロシア語: Михаи́л Дми́триевич Про́хоров、ラテン表記例：Mikhail Dmitrievitch Prokhorov、1965年5月3日 - ）は、ロシアの実業家、政治家。NBAのプロ・バスケットボールチーム「ブルックリン・ネッツ」のオーナーであり、過去にはロシアの新自由主義政党「正義の事業」の党首も務めていた。ユダヤ系。
2010年のフォーブス誌の推計によれば総資産は134億ドルでロシア第2位。世界では39番目にリッチな人間である。

## 人物
モスクワ金融大学の国際経済関係学部を卒業後、国際経済協力銀行に入行。ソ連共産党員でもあった。その後レアメタル分野でロシアでも有数の資本家になった。彼が経営していた当時の「ノリリスク・ニッケル」社はニッケルとパラジウムの生産量で世界最大だった。現在の彼はロシア最大の金の生産量を誇る「ポリュス・ゴールド」社の会長であり、投資ファンド「オネクシム」グループの総帥でもある。身長2メートルを越える長身。
2011年6月、正義の事業の党首に就任したが、9月15日に解任された。12月12日に2012年ロシア大統領選挙に立候補する事を表明し、大統領選後の新党結成も視野に入れていることを明らかにした。選挙での得票率は7.98％と、5人中3位だった。
2012年6月に「大都市の住民に期待し、ロシアの発展に向けた革命路線を擁護する」として政党「市民プラットフォーム」を結成したが、2015年のロシアによるクリミア併合をめぐって併合を支持する党内主流派と対立して離党している。

## スキャンダル
2007年、フランスのリゾート地クールシュヴェルで現地警察に拘束された。容疑は彼や彼の友人が同行してきた「16人の女性」の売春斡旋。4日後に誤解が解け釈放された。また女性たちはコールガールではなかったという。